# Intolerable Cruelty
Intolerable Cruelty (bra: O Amor Custa Caro; prt: Crueldade Intolerável) é um filme dos Estados Unidos de 2003, do gênero comédia romântica, realizado por Joel Coen.

## Sinopse
Miles Massey é um bem-sucedido advogado especialista em divórcios e procura novos desafios para a sua carreira. Ele encontra o que procura em Marylin Rexroth, uma mulher que deseja ficar rica com sucessivos divórcios. Com o intuito de acabar com seus planos, Miles torna-se advogado do ex-marido de Marylin, mas acaba tornando se o novo alvo dela.

## Elenco
- George Clooney .... Miles Massey
- Catherine Zeta-Jones .... Marylin Rexroth
- Jack Kyle .... Ollie Olerud
- Geoffrey Rush .... Donovan Donnelly
- Billy Bob Thornton .... Howard Doyle
- Cedric the Entertainer .... Gus Petch
- Julia Duffy .... Sara Sorkin
- Michael A. Tessiero .... Slot Jockey
- Paul Adelstein .... Wrigley
- John Bliss .... sr. MacKinnon
- Mia Cottet .... Romona Barcelona
- Edward Herrmann .... Rex Rexroth
- Irwin Keyes .... Wheezy Joe
- Stacey Travis .... Bonnie Donovan